# Hotel-cápsula

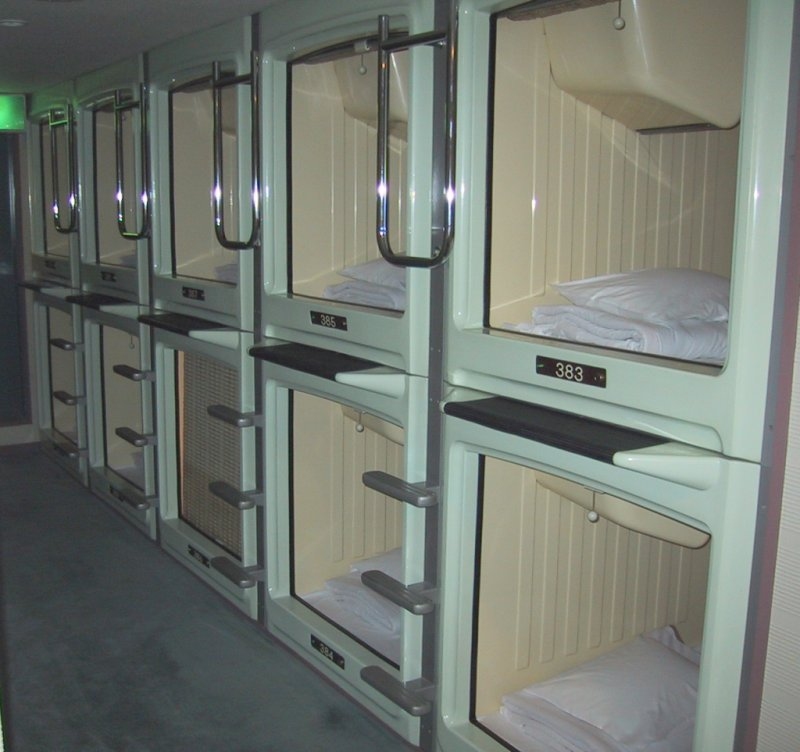
Cápsulas em Osaka.

Um hotel-cápsula (カプセルホテル, kapuseru hoteru) é um tipo de hotel com um grande número de "quartos" (cápsulas) extremamente compactos, idealizado para fornecer acomodações básicas e baratas para um pernoite, cujos hóspedes não requerem os mesmos serviços oferecidos por hotéis convencionais. Originalmente concentrados no Japão, há notícias de pelo menos um hotel-cápsula inaugurado em 2009 em Varsóvia, Polônia, e outro em janeiro de 2011, em Xangai, China, apesar de em 23 de fevereiro as autoridades de Xangai terem declarado que o hotel-cápsula viola os padrões de segurança e não poderiam ser abertos.

## Descrição

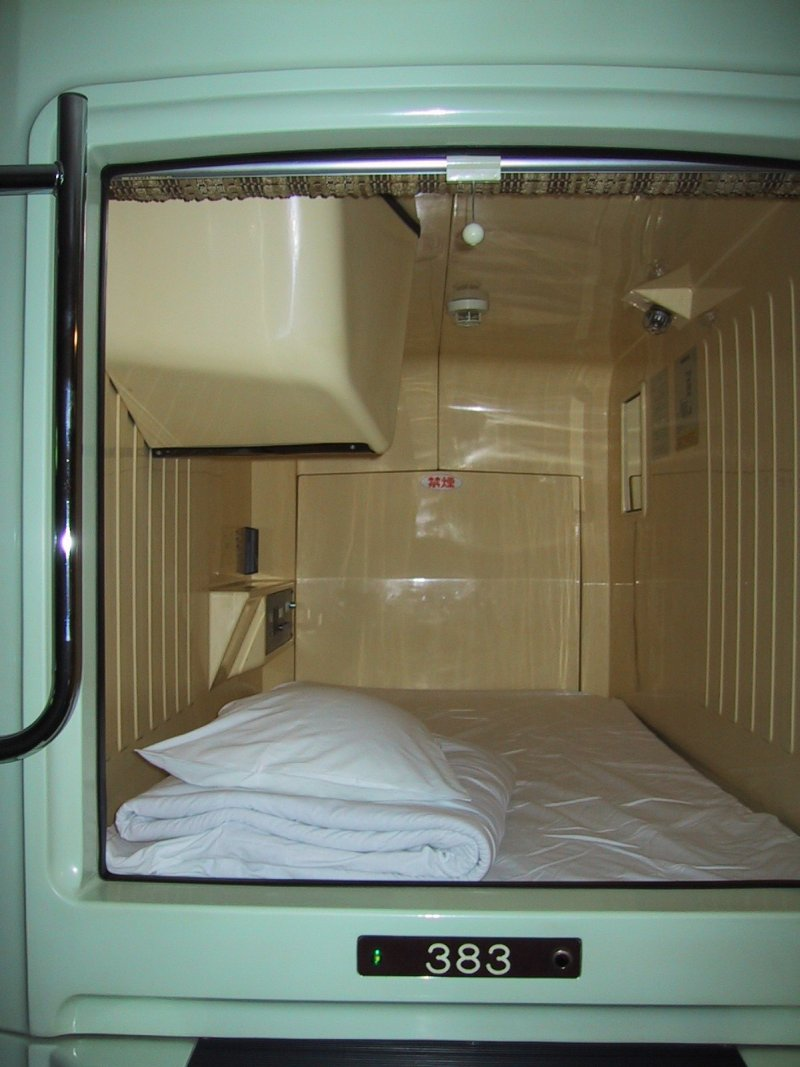
Vista do interior de uma cápsula, mostrando uma TV no canto esquerdo.

As acomodações do hóspede são reduzidas em tamanho a um bloco modular de plástico ou fibra de vidro medindo 2 m por 1 m por 1,25 m, servindo de dormitório. As opções de entretenimento das instalações variam (a maioria inclui uma televisão, um console eletrônico, e uma conexão de internet sem fio). Essas cápsulas são agrupadas lado a lado e em pilhas de duas, com escadas fornecendo acesso aos quartos do segundo nível. A bagagem é alojada em um guarda-volumes. A privacidade é garantida por uma cortina ou uma porta de fibra de vidro no fundo de abertura da cápsula. Banheiros são de uso comum e alguns hotéis incluem restaurantes (ou pelo menos máquinas vendedoras), piscinas, e outras instalações para lazer ou entretenimento.
Esse estilo de acomodação hoteleira foi desenvolvido no Japão mas não se tornou popular fora do país, apesar de variantes ocidentais conhecidas como "Pod hotels" com acomodações mais amplas e muitas vezes, banheiros privados, sendo desenvolvidas. Os hóspedes são aconselhados a não comer e não fumar no interior das cápsulas.
Os hotéis-cápsula variam muito em tamanho, alguns possuindo apenas quinze cápsulas e outros mais de 700. Muitos são utilizados basicamente por homens. Há também hotéis-cápsula com dormitórios separados para homens e para mulheres. Roupas e calçados são às vezes substituídos por um roupão yukata e pantufas na entrada. Uma toalha pode estar também disponível. Os benefícios destes hotéis é a conveniência e o preço, geralmente ¥4000-5000 (US$ 50–60) por noite.
Alguns hóspedes (geralmente nos fins-de-semana) se encontram demasiadamente embriagados para voltar para casa com segurança, ou constrangidos de encarar suas esposas. Com a persistência da recessão no Japão, em 2010 por volta de 30% dos hóspedes do hotel-cápsula Shinjuku 510 em Tóquio estavam ou desempregados ou subempregados e estavam alugando as cápsulas no decorrer do mês.

## História
O primeiro hotel-cápsula a entrar em operação foi o Capsule Inn Osaka, projetado por Kisho Kurokawa e localizado no distrito de Umeda em Osaka. O hotel foi inaugurado em 1979.